# غلامرضا آصفی
غلامرضا آصفی سیاست‌مدار ایرانی بود، که در  دوره بیست و یکم  بعنوان نماینده تربت‌جام در مجلس شورای ملی حضور داشت.